# Flatoides fecalfusca
Flatoides fecalfusca är en insektsart som först beskrevs av Caldwell 1939.  Flatoides fecalfusca ingår i släktet Flatoides och familjen Flatidae. Inga underarter finns listade i Catalogue of Life.